# Pallacanestro ai I Giochi della Lusofonia - Torneo maschile
Il I Campionato di pallacanestro ai Giochi della Lusofonia si è svolto nel 2006, a Macao.

## Risultati

### Prima fase
| Team          | Pts | G | V - P | Pf - Ps   |
| ------------- | --- | - | ----- | --------- |
| Portogallo    | 10  | 5 | 5 - 0 | 535 - 289 |
| Angola        | 9   | 5 | 4 - 1 | 561 - 221 |
| Capo Verde    | 8   | 5 | 3 - 2 | 404 - 279 |
| Macao         | 7   | 5 | 2 - 3 | 378 - 432 |
| Guinea-Bissau | 6   | 5 | 1 - 4 | 360 - 386 |
| Timor Est     | 5   | 5 | 0 - 5 | 203 - 832 |

| Macao | Timor Est | 33 – 193 | Angola |  |

| Macao | Portogallo | 113 – 61 | Macao |  |

| Macao | Capo Verde | 70 – 37 | Guinea-Bissau |  |

| Macao | Timor Est | 25 – 172 | Guinea-Bissau |  |

| Macao | Macao | 42 – 120 | Angola |  |

| Macao | Portogallo | 76 – 52 | Capo Verde |  |

| Macao | Capo Verde | 88 – 51 | Macao |  |

| Macao | Angola | 105 – 30 | Guinea-Bissau |  |

| Macao | Portogallo | 178 – 69 | Timor Est |  |

| Macao | Timor Est | 38 – 142 | Macao |  |

| Macao | Portogallo | 104 – 48 | Guinea-Bissau |  |

| Macao | Angola | 88 – 52 | Capo Verde |  |

| Macao | Portogallo | 64 – 58 | Angola |  |

| Macao | Timor Est | 30 – 147 | Capo Verde |  |

| Macao | Guinea-Bissau | 73 – 82 | Macao |  |

### Seconda Fase

#### Semifinali
| Macao | Portogallo | 126 – 43 | Macao |  |

| Macao | Angola | 63 – 52 | Capo Verde |  |

#### Finali
3-4 posto
| Macao 14 ottobre 2006 | Macao | 45 – 89 | Capo Verde |  |

1-2 posto
| Macao 14 ottobre 2006 | Portogallo | 59 – 53 | Angola |  |

## Classifica
| - | Paese         |
| - | ------------- |
|   | Portogallo    |
|   | Angola        |
|   | Capo Verde    |
| 4 | Macao         |
| 5 | Guinea-Bissau |
| 6 | Timor Est     |